# Dénes Magda
Dénes Magda, férjezett Nagy István Györgyné (Budapest, 1908. január 14. – Budapest, 1981. december 19.) magyar gyermekpszichológus, neveléstörténész, tanár. Apai nagyapjának testvére Ehrenfeld Náthán prágai főrabbi volt.

## Élete
Dénes Lajos (1879–1942) tanár, esztéta és Kolozs Regina (1877–1945) tanítónő lánya. A Budapesti Tudományegyetemen szerzett német-francia szakos tanári oklevelet, illetve doktori disszertációt írt filozófiatörténetből. Hallgatóként egy ideig a Sorbonne-on tanult, majd a diploma megszerzését követően egy évet Bécsben töltött Karl és Charlotte Bühler intézetében. Magyarországon tartósan nem kapott állást. Gyermekpszichológiai írásai megjelentek A Jövő Újain, az Iskola és Egészség, a Gyermeknevelés és a Minerva című folyóiratokban. Egy fejlődéspszichológiai tanulmányát Jean Piaget svájci pszichológus a genfi Archives de Psychologie 1940-es évfolyamában közölte. A második világháborút követő felszabadulás jelentős fordulatot hozott életében. 1948-tól az Országos Köznevelési Tanácsnál, 1949-50-ben az Országos Neveléstudományi Intézetben, 1950-52-ben a Közoktatásügyi Minisztériumban, 1952-től 1960-ig az ELTE adjunktusaként dolgozott. 1960 és 1967 között a Kossuth Kiadó szerkesztője volt és részt vett a Marx-Engels Összkiadás munkálataiban.

## Főbb művei
- A kisgyermekek pszichológiai vizsgálatáról (Budapest, 1936)
- Egyetemes neveléstörténet a tanító és óvónőképző intézetek számára (Budapest, 1960, 7. kiadás: 1967)
- A francia materialista filozófusok pedagógiai nézetei (Budapest, 1965)
- A neohumanizmus és a német idealizmus pedagógiája (Budapest, 1971)
- Johann Friedrich Herbart pedagógiája (Budapest, 1979)